# Ból kostny
Ból kostny (ostealgia, osteodynia) – objaw chorobowy, spotykany w takich jednostkach chorobowych, jak:
- choroby zakaźne
- białaczki
- uraz
- zmiany zwyrodnieniowe
- nowotwór kości, pierwotny lub przerzutowy
- choroba Pageta kości
- osteoporoza
- choroby metaboliczne kości